# Méliphage ocré
Pycnopygius ixoides
Espèce
Statut de conservation UICN

 LC  : Préoccupation mineure
Le Méliphage ocré (Pycnopygius ixoides) est une espèce de passereau de la famille des Meliphagidae.

## Répartition
Cet oiseau vit en Nouvelle-Guinée.

## Habitat
Il habite les forêts humides tropicales et subtropicales de basse altitude.

## Sous-espèces
D'après Alan P. Peterson, 6 sous-espèces ont été décrites :
- Pycnopygius ixoides cinereifrons Salomonsen 1966 ;
- Pycnopygius ixoides finschi (Rothschild & Hartert) 1903 ;
- Pycnopygius ixoides ixoides (Salvadori) 1878 ;
- Pycnopygius ixoides proximus (Madarasz) 1900 ;
- Pycnopygius ixoides simplex (Reichenow) 1915 ;
- Pycnopygius ixoides unicus Mayr 1931.